# Toyohashi
Toyohashi (jap. 豊橋市, -shi) ist eine Stadt in der Präfektur Aichi auf Honshū, der Hauptinsel Japans.

## Geographie
Toyohashi liegt an der Mikawa-Bucht am Pazifik südöstlich von Nagoya.

## Geschichte
Toyohashi, eine alte Burgstadt aus dem 15. Jahrhundert, hieß ursprünglich Yoshida (吉田). Der erste Burgherr, Makino Noritoki, wurde 1506 getötet, woraufhin sein Besitz an den Imagawa-Klan fiel. Es folgten weitere bewegte Jahre, bis die Burg unter den Tokugawa nacheinander an die Takenoya-Matsudaira (1601), Fukōzu-Matsudaira (1612), Mizuno (1632), Ogasawara (1645), Kuze (1697), Makino (1705), Ōkouchi (1712) und Honjō (1749) fiel und dann ab 1752 bis zur Meiji-Restauration von den Ōkouchi mit einem Einkommen von 73.000 Koku regiert wurde.
Im Rahmen des Zweiten Weltkriegs wurde die Stadt zwischen Januar 1945 und Juni 1945 wiederholt durch die United States Army Air Forces (USAAF) mit bombardiert. Der folgenschwerste Angriff war ein Flächenbombardement mit Napalmbomben am 20. Juni 1945. Der Angriff zerstörte rund 62 % des Stadtgebietes, forderte 650 Tote und machte 15.866 Einwohner obdachlos (siehe Luftangriffe auf Japan).

## Sehenswürdigkeiten
- Burg Yoshida (吉田城, Yoshida-jō)

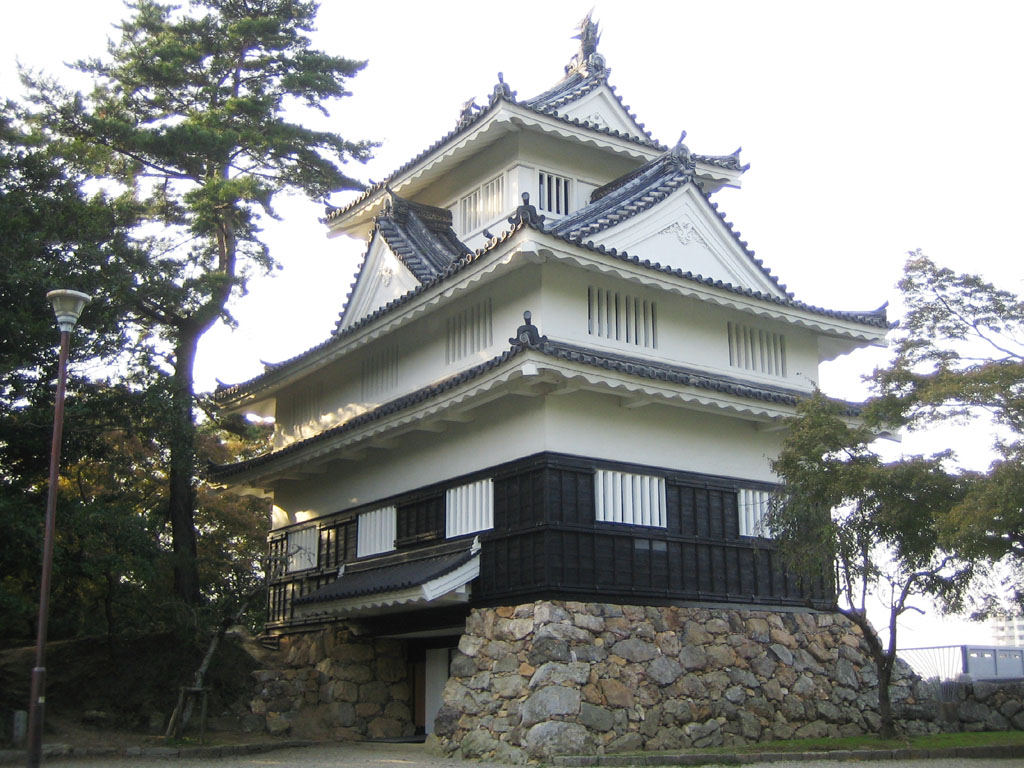
Burg Yoshida

- Futagawa-juku (二川宿), eine der berühmten 53 Stationen des Tōkaidō
- Orthodoxe Kirche Toyohashi (豊橋ハリストス正教会), klassifiziert als Wichtiges Kulturgut Japans
- Imō-Moorgebiet (葦毛湿原), seit 1992 Naturdenkmal[1] der Präfektur Aichi
- Zoo Toyohashi (豊橋動植物園), u. a. mit Botanischem Garten, und Naturhistorischem Museum
- Urigō-Ruinen (瓜郷遺跡) einer ca. 2000 Jahre alten Siedlung[2]

## Verkehr
Durch Toyohashi führen die beiden wichtigsten Ost-West-Eisenbahnverbindungen des Landes, die Tōkaidō-Hauptlinie und die Tōkaidō-Shinkansen. Sie werden beide von JR Central betrieben und verbinden die Stadt mit unter anderem mit Tokio, Yokohama, Nagoya, Kyōto, Osaka, Hiroshima und Fukuoka. Der Bahnhof Toyohashi ist auch der Ausgangspunkt der Iida-Linie derselben Gesellschaft nach Tatsuno in der Präfektur Nagano. Die Präfekturhauptstadt Nagoya ist auch über die Nagoya-Hauptlinie der Gesellschaft Meitetsu erreichbar. Für den Nahverkehr zuständig ist die Gesellschaft Toyohashi Tetsudō zuständig. Sie betreibt neben Buslinien auch die Straßenbahn Toyohashi und die vom Bahnhof Shin-Toyohashi aus verkehrende Atsumi-Linie.
Auf der Straße ist die Stadt einerseits über die Tōmei-Autobahn in Richtung Tokio oder Nagoya erreichbar, andererseits über die Nationalstraße 1.

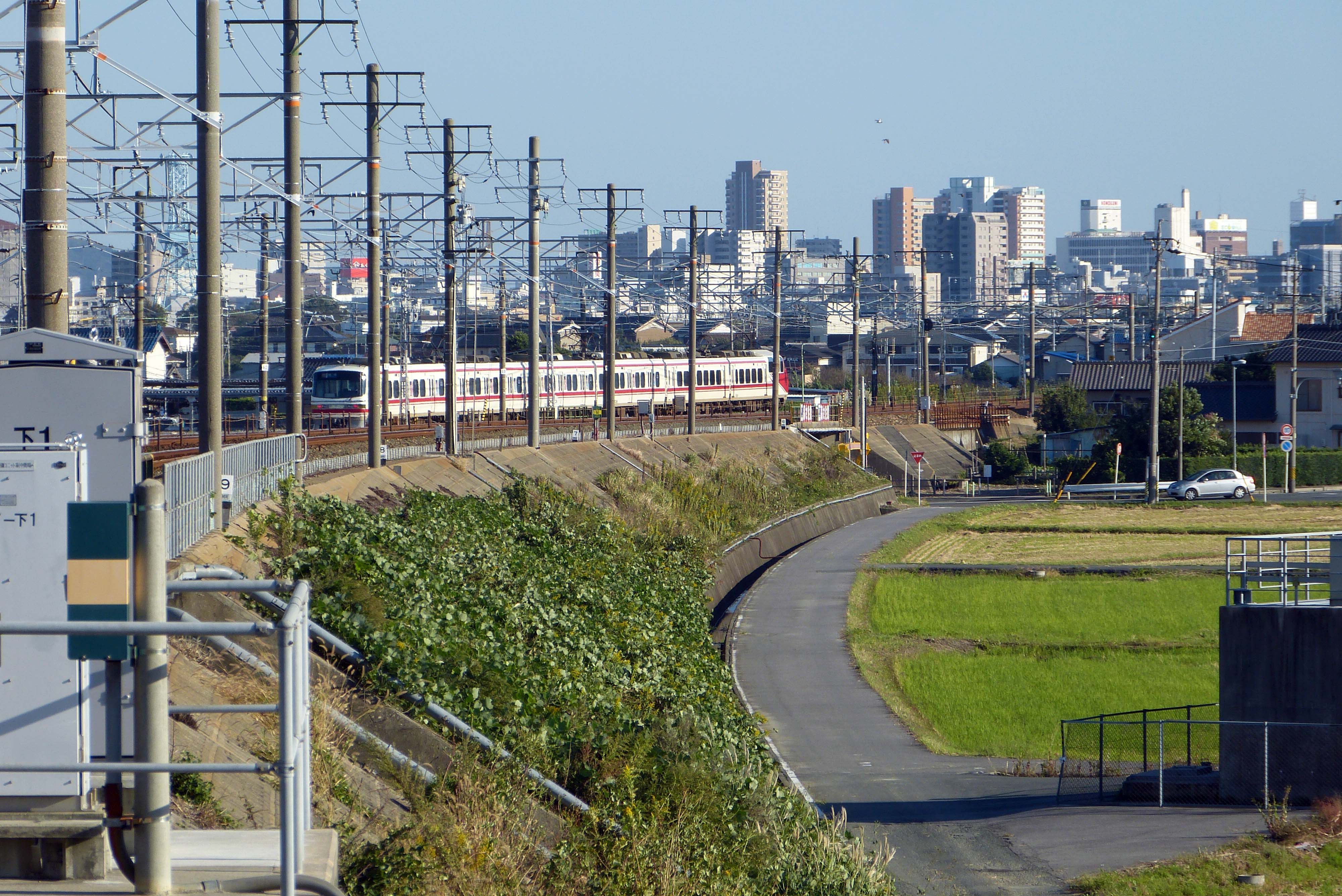
Meitetsu

## Wirtschaft
Die Hafenanlage von Toyohashi ist Teil des Hafens Mikawa, des größten japanischen Importhafens für Automobile u. a. der Hersteller Daimler, Volkswagen, Audi, Ford, Porsche. Etwa die Hälfte der gesamten Automobilimporte nach Japan erfolgen über diesen Hafen. Als Exporthafen für Automobile der japanischen Hersteller Toyota, Suzuki, Mitsubishi ist der Hafen Mikawa nach  Umsatz der größte und nach Stückzahl der zweitgrößte Hafen Japans. Die Volkswagen Group Japan und Volvo Cars Japan haben in Toyohashi jeweils ihren Hauptsitz in Japan.
Neben Maschinenbau gibt es Kunststoff-, Holz-, Metall- und Textilindustrie.
Unter den bekanntesten Erzeugnissen aus Toyohashi sind die Toyohashi-fude Kalligrafiepinsel erwähnenswert. 80 % der in Japan verkauften hochwertigen Kalligrafiepinsel werden in Toyohashi hergestellt.

## Universitäten
- Aichi-Universität
- Toyohashi University of Technology

## Populärkultur
In der populären Fantasy-Romanreihe Harry Potter ist Toyohashi der Heimatort eines professionellen Quidditch-Teams – der Toyohashi Tengu.
Im japanischen Roadmovie Kikujiros Sommer des Regisseurs Takeshi Kitano dreht sich der Plot rund um eine Reise von Tokio nach Toyohashi.

## Söhne und Töchter der Stadt
- Kyūsaku Ogino (1882–1975), Gynäkologe
- Masaji Kiyokawa (1913–1999), Schwimmer
- Masatoshi Koshiba (1926–2020), Physiker, Professor an der Universität Tokio und Nobelpreisträger (2002)
- Katsuhito Asano (* 1938), Politiker
- Kitarō (* 1953), Musiker
- Ken Matsudaira (* 1953), Schauspieler
- Mitsuko Miyagawa (* 1960), Juristin
- Aya Kitō (1962–1988), Schriftstellerin
- Kōji Matsushita (* 1967), Tischtennisprofi
- Sakon Yamamoto (* 1982), Formel-1-Rennfahrer
- Akiko Suzuki (* 1985), Eiskunstläuferin
- Ken’ichi Ogawa (* 1988), Profiboxer im Superfedergewicht
- Ayuko Suzuki (* 1991), Langstreckenläufer
- Genta Miura (* 1995), Fußballspieler
- Kazune Kubota (* 1997), Fußballspieler

## Angrenzende Städte und Gemeinden
- Präfektur Aichi
  - Toyokawa
  - Shinshiro
  - Tahara
  - Kozakai
- Präfektur Shizuoka
  - Hamamatsu
  - Kosai

### Partnerstädte
- Panevėžys (seit 2019)
- Nantong, Volksrepublik China (seit 1987)
- Toledo, USA (seit 2000)
- Wolfsburg, Deutschland (seit 2011)